# Харис Галанакис
Харис М. Галанакис (грчки: Χαρης Γαλανακης; 3. април 1981, Ханија) је грчки истраживач и научник за храну, пољопривреду и животну средину.

## Младост и образовање
Галанакис је рођен 3. априла 1981. у Ханији, у Грчкој, у породици хемичара. Дипломирао је хемију 2002. године и енологију 2004. године, оба на Универзитету у Патрасу. Такође је завршио мастер диплому из прехрамбене технологије 2004. године на Универзитету Патрас - Универзитет Јанина - Универзитет Улстер. Докторирао је 2010. године на Техничком универзитету Крита.

## Каријера
Галанакис је почео као хемичар - енолог 2004. године у породичном предузећу - лабораторији у Ханији, у Грчкој. Године 2009, Галанакис је, заједно са Евом Торнберг, основао Phenoliv AB који је развио патентирани процес екстракције полифенолних антиоксиданата из отпадне воде из производње маслиновог уља док су се исте отпадне воде пречишћавале у истом процесу екстракције. Патент је, међутим, касније напуштен из непознатих разлога. Исте године, његова прва истраживачка публикација, која је истакла иновацију за употребу суспензија дијеталних влакана из отпадних вода млинова маслина као потенцијалне замене за масноћу у месним производима, привукла је интересовање јавности.
Као рад научника за пољопривреду, животну средину и храну, Галанакисов рад је углавном фокусиран на иновације и одрживост у прехрамбеној индустрији, посебно више на активности „поновне употребе отпада од хране“. Истраживања имају за циљ стварање једињења високе додате вредности из отпадних нуспроизвода у различитим фазама производње хране, њихово поновно коришћење у ланцу исхране и остваривање већег утицаја у постизању циљева одрживог развоја као што су циљеви 2, 3, 6, 12, 13 и 15. Овај концепт „поновне употребе отпада од хране“ био је у великој мери наглашен појавом пандемије ковида 19 која је у великој мери утицала – између осталог – на различите глобалне ланце производње хране, безбедност хране и утицаје на животну средину изазване неодрживом производњом хране широм света.
Као педагог, био је професор на Универзитету краља Сауда; тренутно је почасни професор на Универзитету Таиф у Саудијској Арабији и истакнути гостујући професор на Универзитету Јоханесбург у Јужној Африци, а истовремено је и директор истраживања и иновација у Galanakis Laboratories у Грчкој. Осим што је био едукатор и мултидисциплинарни научник, такође је написао бројне књиге из својих области стручности; такође је оснивач и директор Групе за регенерацију отпада (SIG5) ISEKI Асоцијације за храну у Бечу и главни уредник часописа Discover Food и Discover Environment.

## Признања
2019, 2021-2023, Галанакис је добио признање за „високо цитираног истраживача у области пољопривредних наука“ од стране Clarivate-ове платформе Web of Science. Од 2019. до 2023. године, он је такође константно именован и укључен на листу „Најбољих 2% научника на свету“ од стране Универзитета Станфорд.

## Одабране публикације
- Galanakis, Charis M. (1. 8. 2012). „Recovery of high added-value components from food wastes: Conventional, emerging technologies and commercialized applications”. Trends in Food Science & Technology (на језику: енглески). 26 (2): 68—87. ISSN 0924-2244. doi:10.1016/j.tifs.2012.03.003 — преко Elsevier.
- Galanakis, Charis M. (април 2020). „The Food Systems in the Era of the Coronavirus (COVID-19) Pandemic Crisis”. Foods (на језику: енглески). 9 (4): 523. ISSN 2304-8158. PMC 7230343 . PMID 32331259. doi:10.3390/foods9040523 .
- Galanakis, Charis M.; Rizou, Myrto; Aldawoud, Turki M. S.; Ucak, Ilknur; Rowan, Neil J. (1. 4. 2020). „Innovations and technology disruptions in the food sector within the COVID-19 pandemic and post-lockdown era”. Trends in Food Science & Technology (на језику: енглески). 110: 193—200. ISSN 0924-2244. PMC 9759022 . PMID 36567851. doi:10.1016/j.tifs.2021.02.002.
- Galanakis, Charis M. (1. 10. 2013). „Emerging technologies for the production of nutraceuticals from agricultural by-products: A viewpoint of opportunities and challenges”. Food and Bioproducts Processing (на језику: енглески). 91 (4): 575—579. ISSN 0960-3085. doi:10.1016/j.fbp.2013.01.004 — преко Elsevier.
- Roselló-Soto, Elena; Galanakis, Charis M.; Brnčić, Mladen; Orlien, Vibeke; Trujillo, Francisco J.; Mawson, Raymond; Knoerzer, Kai; Tiwari, Brijesh K.; Barba, Francisco J. (1. 4. 2015). „Clean recovery of antioxidant compounds from plant foods, by-products and algae assisted by ultrasounds processing. Modeling approaches to optimize processing conditions”. Trends in Food Science & Technology (на језику: енглески). 42 (2): 134—149. ISSN 0924-2244. doi:10.1016/j.tifs.2015.01.002 — преко Elsevier.
- Galanakis, Charis M. (1. 3. 2015). „Separation of functional macromolecules and micromolecules: From ultrafiltration to the border of nanofiltration”. Trends in Food Science & Technology (на језику: енглески). 42 (1): 44—63. ISSN 0924-2244. doi:10.1016/j.tifs.2014.11.005 — преко Elsevier.
- Zannou, Oscar; Pashazadeh, Hojjat; Ibrahim, Salam A.; Koca, Ilkay; Galanakis, Charis M. (1. 5. 2022). „Green and highly extraction of phenolic compounds and antioxidant capacity from kinkeliba (Combretum micranthum G. Don) by natural deep eutectic solvents (NADESs) using maceration, ultrasound-assisted extraction and homogenate-assisted extraction”. Arabian Journal of Chemistry (на језику: енглески). 15 (5): 103752. ISSN 1878-5352. doi:10.1016/j.arabjc.2022.103752  — преко Elsevier.